# الاقتراع عند سن 16 سنة
الاقتراع عند سن 16 سنة (بالإنجليزية:Votes at 16) هي حملة في المملكة المتحدة تطالب بخفض سن الاقتراع إلى 16 سنة للجميع في الانتخابات العامة ولقد تأسست الحملة في 23 يناير 2003.

## روابط خارجية
- الموقع الرسمي